# Glaphyra fraudulenta
Glaphyra fraudulenta är en skalbaggsart som beskrevs av Holzschuh 2006. Glaphyra fraudulenta ingår i släktet Glaphyra och familjen långhorningar.
Artens utbredningsområde är Laos. Inga underarter finns listade i Catalogue of Life.